# فاببيو باريتو
فاببيو باريتو (بالبرتغالية: Fábio Barreto‏) هو كاتب سيناريو ومخرج وممثل برازيلي، ولد في 6 يونيو 1957 في البرازيل.

## وصلات خارجية
- فاببيو باريتو على موقع IMDb (الإنجليزية)
- فاببيو باريتو على موقع ألو سيني (الفرنسية)
- فاببيو باريتو على موقع أول موفي (الإنجليزية)
- فاببيو باريتو على موقع قاعدة بيانات الأفلام السويدية (السويدية)
- فاببيو باريتو على موقع قاعدة بيانات الفيلم (الإنجليزية)
- فاببيو باريتو على موقع كينوبويسك (الروسية)